# لخلین
لخلین (به لاتین: Lechlin) یک روستا در لهستان است که در گمینا سکوکی واقع شده‌است.